# Von Vitzen
von Vitzen (också van Vitzen) var en svensk medeltida frälseätt med ursprung från Mecklenburg och Sachsen-Anhalt i Tyskland.. 
Vapen: riddaren Vikke van Vitzen förde 1409 en springande (hoppande?) räv eller ulv. 
Ätten kallas ibland felaktigt von Witzen, men Witz är tyska för en vits, ett skämt.
Herman von Vitzen var svenskt riksråd och befallningsman på Sölvesborg och Kalmar slott under 1300-talet när slottet bortpantades till grevarna Klas och Henrik I av Holstein (bror till kung Magnus Ladulås fru Helvig av Holstein) och övergick sedan till hertig Albrekt.  Herman von Vitzen uppges ha stupat som en av kung Albrekts 19 riddare i slaget utanför Falköping 1389. von Vitzen redovisas som far till Vicke von Vitzen, Tomas von Vitzen (nämnd 1396-1416) gift med Märta Finvidsdotter, samt till Nicolaus von Vitzen.
Herman von Vitzens son, riddaren Vicke von Vitzen (nämns 1360-1414), styrde länge i Kalmar som befälhavare på Kalmar slott, först som hertigens fogde och, sedan slottet en tid innehafts av Bo Jonsson Grip och efter dennes död kommit i kung Albrekt av Mecklenburg. besittning, som kungens fogde. Vikke von Vitzen är också omnämnd i Dalaborgstraktaten när han förhandlar med drottning Margareta. Gift med Catharina Magnusdotter Porse. 
Heine van Vitzen var 1380 gift med Sigrid Bengtsdotter (Bielke af Åkerö),  , änka efter riksrådet, riddaren och ståthållaren i Viborg, Sune Håkansson (två nedvända sparrar). 
I slutet av 1300-talet var Påbonäs sätesgård för den tyske frälsemannen Arent von Vitzen (eller Arnold von Vitzen) som levde 1383 men var död 1384 och uppges ha plundrat en biskopsgård i Östergötland 1374. Gift med Elin Glysingsdotter.
Ida Königsmarck (död 1450) var en svensk frälsekvinna och länsinnehavare av Kastelholms län. Hon var dotter till Henning Königsmarck och gift med Tomas Von Vitzen.
Deras dotter Sigrid von Vitzen är mormors mormor till Gustav Vasa.